# Georg Scheurlin

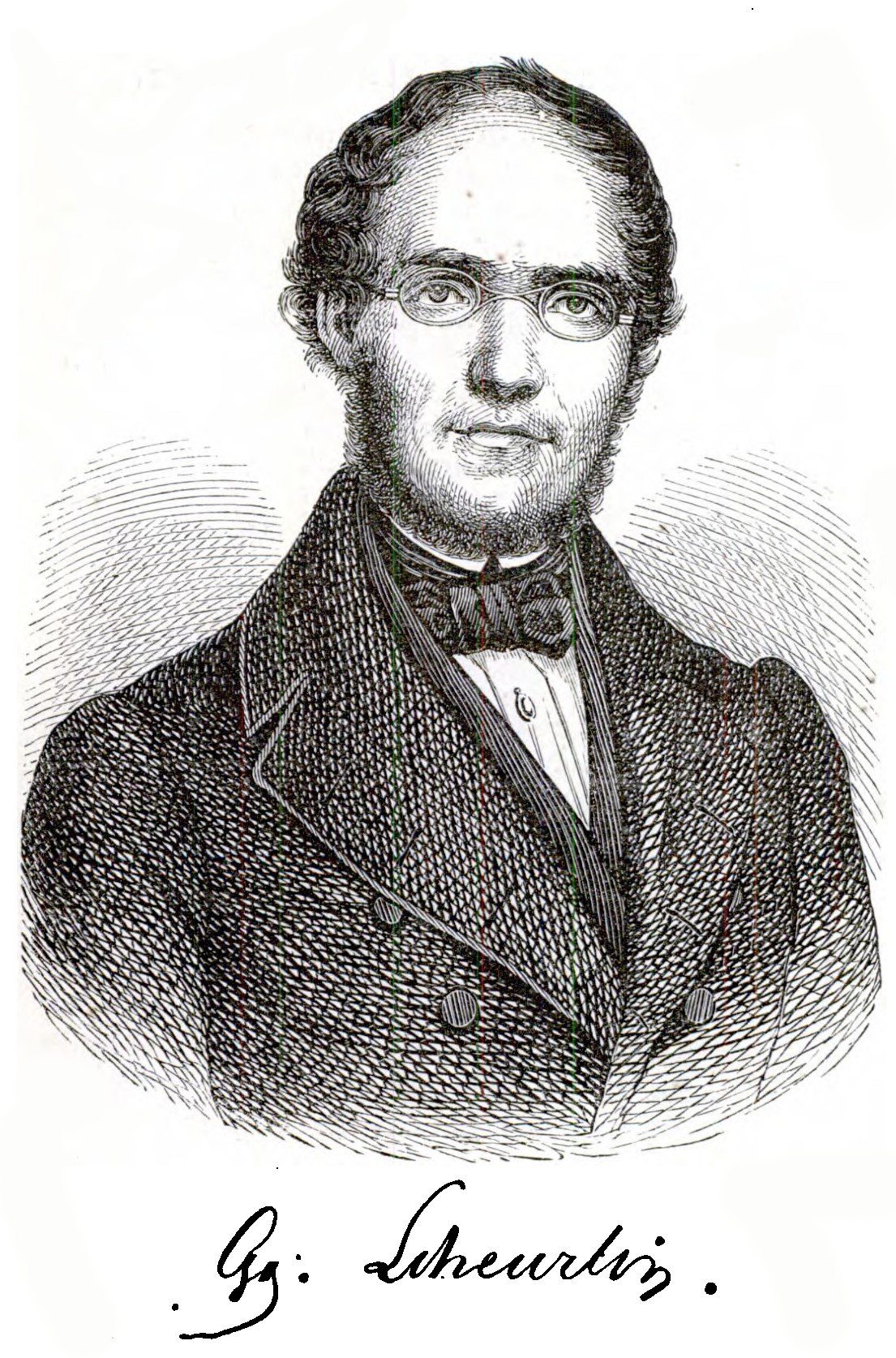
Georg Scheurlin

Georg Scheurlin (* 25. Februar 1802 in Mainbernheim; † 9. Juni 1872 in München) war ein deutscher Schriftsteller.

## Biografie
Scheurlin wurde als zweiter Sohn des Chirurgen Wolfgang Scheuerlin und dessen Ehefrau Margarete Katharine (geb. Wernberger) im heutigen Haus Scheuerleinsplatz 2 in Mainbernheim geboren. Nach dem frühen Tod des Vaters mangelte es der Mutter an Geld für die Ausbildung der Kinder. Scheurlin entschied sich für den Beruf des Volksschullehrers und besuchte die Mainbernheimer Rektoratsschule, anschließend das Liederkronsche Institut in Erlangen. Am 1. Februar 1826 wurde er als Hilfslehrer nach Ansbach berufen. Von seinem bescheidenen Gehalt versorgte er noch die kranke und eine jüngere Schwester. Am 20. April 1828 heiratete Scheurlin Anna Babette Wendler (1804 Erlangen – 1875 München), die ihm zwischen 1827 und 1844 insgesamt acht Kinder (sieben Töchter und einen Sohn) gebar, von denen jedoch vier früh starben. Erst 1830 wurde er vom Hilfslehrer zum Lehrer befördert. Um sein Einkommen zu verbessern, gab Scheurlin neben dem Schulunterricht noch Privatunterricht in Musik und Zeichnen, außerdem übernahm er die Leitung der Gesangsschule und den Organistendienst in der Kirche und redigierte mehrere Jahre das Ansbacher Morgenblatt.
Im Jahr 1852 wurde Scheurlin auf Veranlassung des bayerischen Königs als zweiter Kanzlist in das Königliche Protestantische Oberkonsistorium nach München berufen, wohin er mit seiner Familie übersiedelte. 1854 kam er als Sekretär an das Staatsministerium des Handels und der öffentlichen Arbeiten, wo er verschiedene Registraturdienste versah. Dazu gehörte z. B. die Zusammenfassung verstreut vorliegender Konzessionen, die erst eine verlässliche Bewirtschaftung und letztlich seine Beförderung bewirkte. 1864 wurde er zum Geheimen Ministerialsekretär befördert, 1871 in Innenministerium versetzt. Am 9. März 1872 trat er in den Ruhestand.
Politisch engagierte sich Scheurlin seit seiner Gründung 1862 und überwiegend in München aktiven, rechts-liberalen Großdeutschen Reformverein.
Seine Tochter Johanna (* 1834) war mit dem Volkskundler und Reiseschriftsteller August Becker verheiratet, seine Tochter Sophie (* 1844) mit dem humoristischen Zeichner und Maler Adolf Oberländer.
Im Münchner Stadtteil Pasing erinnert seit 1947 die „Scheurlinstraße“ an ihn.